# Saint-Sulpice-de-Royan

Saint-Sulpice-de-Royan este o comună în departamentul Charente-Maritime, Franța. În 1 ianuarie 2022 avea o populație de 3.417 de locuitori.